# Monteverde (region Kampania)
Monteverde – miejscowość i gmina we Włoszech, w regionie Kampania, w prowincji Avellino.
Według danych na 1 stycznia 2022 roku gminę zamieszkiwało 714 osób (356 mężczyzn i 358 kobiet).